# Heinrich Wilhelm von Wutginau
Heinrich Wilhelm von Wutginau (* 12. Mai 1697 in Militsch; † 10. Oktober 1776 auf Burg Rheinfels) war ein landgräflich hessen-kasselscher General der Infanterie sowie Gouverneur von Burg Rheinfels.

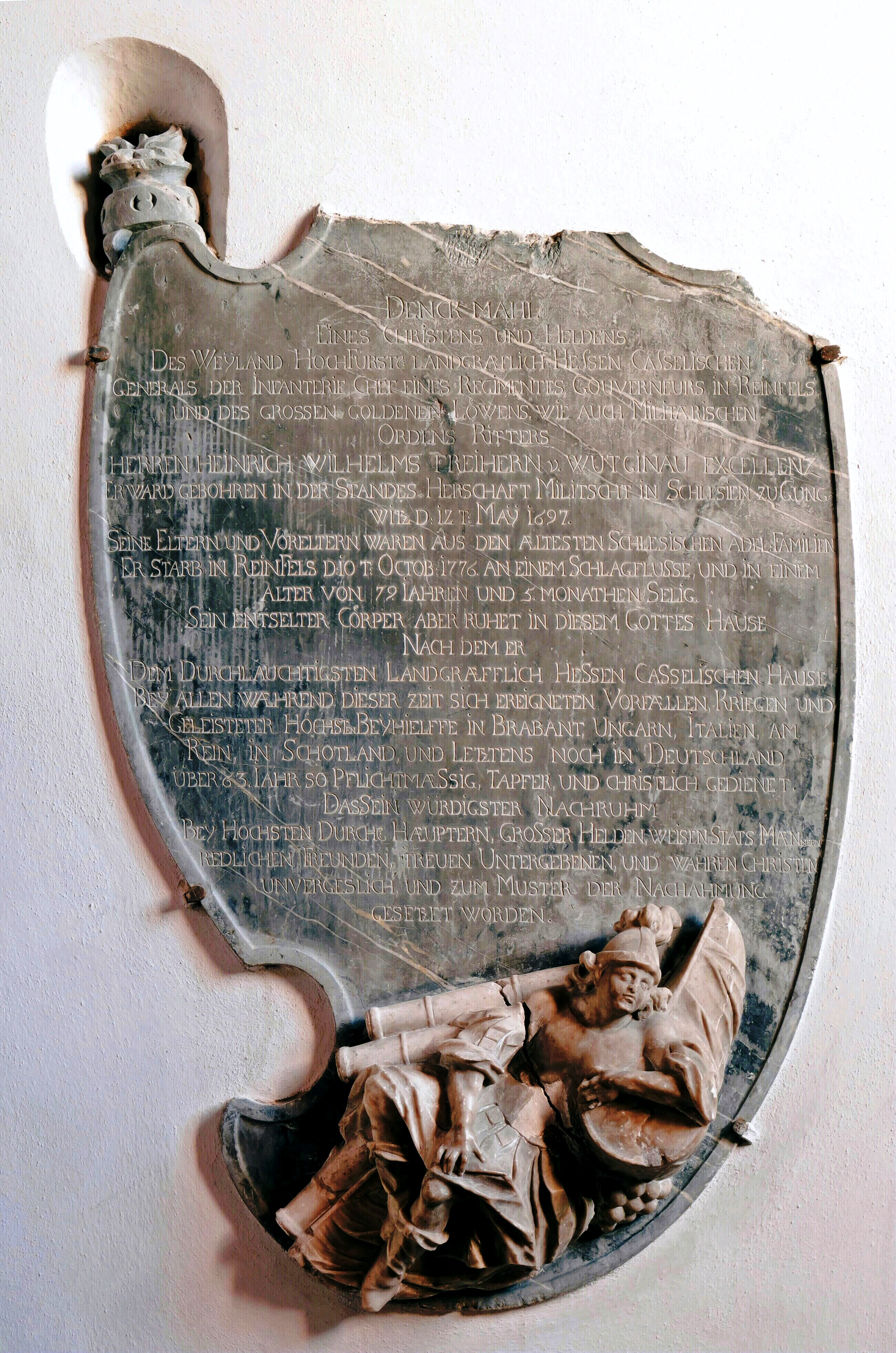
Epitaph in der Stiftskirche St. Goar

## Leben
Er trat 1718 in hessen-kasselschen Dienst und wurde am 16. Mai 1747 zum Generalmajor, 1756 zum Generalleutnant befördert. 1760 wurde er Chef des Leibregiments.
Als der Siebenjährige Krieg ausbrach, erhielt er im Frühjahr 1957 den Auftrag, die hessischen Truppen  (12 Bataillone und 12 Schwadronen) zu der Armee des Herzogs von Cumberland zu führen.
Er traf diese im Mai bei Hameln. Am 26. Juli kämpfte er bereits in der verlorenen Schlacht von Hastenbeck.
Als darauf im November Herzog Ferdinand von Braunschweig das Kommando des verbündeten Heeres übernahm, wurde Wutginau durch einen Befehl des Landgrafen angewiesen, sich jenem zu unterstellen, während Herzog Karl von Braunschweig für seine Truppen Schwierigkeiten machte. Im ersten Schlachtplan, den der Herzog ausgab, war ihm die Führung des linken Flügels vom ersten Treffen anvertraut. Beim Aufbruch des Heeres an den Rhein im Februar 1758 befehligte er die zweite Linie, zu welcher seine 11.490 Hessen gehörten. Auf dem Vormarsch wurde er dem General der Infanterie Georg Ludwig von Zastrow beigegeben, welcher eine der Kolonnen führte. Den Übergang über den Rhein bewerkstelligte Wutginau mit einem abgesonderten Korps am 5. Juni 1758 bei Rees.
In der Schlacht bei Krefeld am 23. Juni 1758 befehligte er unter Generalleutnant Friedrich von Spörcken auf dem linken Flügel, dessen Leistungen den Erwartungen des Herzogs nicht vollständig entsprachen. Beim Rückzug über den Rhein führte er eine der Kolonnen, in denen der Übergang vollzogen wurde. Er kämpfte am 13. April 1759 in der Schlacht bei Bergen mit der rechten Kolonne des Prinzen von Holstein. Dann wurde er mit 8000 Mann nach Büren verlegt, wo ein festes Lager entstehen sollte. Von dort wurde er von Franzosen bald vertrieben, woraufhin er zum Hauptheer zurückkehrte. An dem Sieg von Minden, 1. August, wo er eine der acht Kolonnen befehligte, in welche die Armee gegliedert war, hatte er seinen redlichen Anteil.
Der in der Nacht zum 1. Februar 1760 erfolgte Tod des Landgrafen Wilhelms VIII. und der Regierungsantritt von dessen Nachfolger Landgraf Friedrich II. hatten eine bedeutende Vergrößerung der hessischen Truppen zur Folge, so dass die Stärke der Wutginau unterstellten Regimenter mit 23.236 Mann beziffert wird. Der größere Teil derselben stand aber zu Anfang der Feindseligkeiten unter General Spörcken in Westfalen, während Wutginau selbst sich bei der Hauptarmee des Herzogs befand und nicht hervortrat; er gehörte nicht zu den Offizieren, welchen die Ausführung besonders schwieriger und selbständiger Aufträge anvertraut wurde. Das Jahr 1761 brachte Wutginau indessen Gelegenheit, sich auszuzeichnen. Es war in der Schlacht bei Vellinghausen am 16. Juli. Danach berichtete der Herzog an König Georg III. von England, dass Wutginau „durch ausnehmende Bravour viel zum Siege contribuirt habe“ und bewilligte ihm ein Geldgeschenk von 4000 Talern aus der Kontributionskasse.
Am 28. Februar 1762 gab Wutginau das Kommando der hessischen Truppen an den Generalleutnant Prinz von Anhalt ab und verließ den Kriegsschauplatz; General Spörcken berichtete damals dem König, dass die Armee an ihm „einen rechtschaffenen, braven Mann verloren habe, der insbesondere die gute Harmonie unter den hannoverschen und hessischen Truppen zu erhalten sich jederzeit mit vielem rühmlichen Eifer habe angelegen sein lassen“. Im Jahr 1763 wurde Wutginau Gouverneur von Schloß und Festung Rheinfels bei Sankt Goar, wo unter ihm der Baudirektor Major Splittgerber die zerstörten Werke herstellte und einige Neubauten ausführte. Am 24. Oktober 1772 wurde er zum General der Infanterie befördert und am 10. Oktober 1776 ist er dort 79-jährig gestorben. Sein Grab befindet sich in der Stiftskirche St. Goar.
Wutignau gehörte zu den ersten Empfängern des 1770 gestifteten Hausorden vom Goldenen Löwen.